# 母親節幽會
《母親節幽會》（英語：Mothering Sunday）是一部2021年上映的英國劇情片。由法國導演 伊娃·于頌指導，愛麗絲·柏區編寫劇本。本片改編自作家格拉漢姆·史威夫特的小說《省親節》。

## 劇情
背景設定在1924年，故事描述一個年輕女僕 Jane Fairchild 在富有的Niven家幫傭，而某一日的省親節對 Jane 的未來產生了重大變化。她和她情人Paul度過了美好的一天。

## 角色
- 奧黛莎·楊 飾演 Jane Fairchild：Niven家的女僕。她是個孤兒，是Paul長達七年的秘密情人
- 喬許·歐康納 飾演 Paul Sheringham：Niven家隔壁鄰居唯一在世的兒子，Jane的秘密情人。
- 奧莉薇雅·柯爾曼 飾演 Mrs. Niven：Jane 的雇主
- 柯林·佛斯 飾演 Mr. Niven：Jane 的雇主，Mrs. Niven 的先生
- 舒巴·迪里蘇（英语：Sope Dirisu） 飾演 Donald
- 格蘭達·傑克遜
- 艾瑪·達西 飾演 Emma Hobday[5]

## 製作
2020年9月，主體拍攝開始。